# NGC 915
NGC 915 è una piccola galassia lenticolare situata nella costellazione dell'Ariete, a una distanza di circa 200 milioni di anni luce dalla nostra Via Lattea.

## Scoperta
La galassia è stata scoperta il 5 settembre 1864 dall'astronomo tedesco Albert Marth.